# 徳差藤兵衛
6代 徳差 藤兵衛（とくさし とうべえ、1860年6月14日（万延元年4月25日） - 1944年（昭和19年）10月19日）は、明治から昭和時代前期の政治家。衆議院議員（3期）。青森県東津軽郡筒井村長。

## 経歴
陸奥弘前藩領津軽郡原別村（青森県東津軽郡原別村を経て現青森市原別）の小笠原家に生まれ、筒井村（筒井町を経て現青森市筒井）の徳差家の婿養子となる。小学校教員、戸長、村連合会議員、学区会議員、同議長、学務委員、村会議員、東津軽郡会議員などを経て、1890年（明治23年）より青森県会議員を3期務めたのち1898年（明治31年）3月の第5回衆議院議員総選挙に出馬し当選した。第6回、第7回総選挙でも当選し衆議院議員を3期務めた。
1913年（大正2年）筒井村長に就任し、産馬組合の組織化などに尽力した。